# Jewgenija Nikolajewna Alissowa-Klobukowa
Jewgenija Nikolajewna Alissowa-Klobukowa, auch Jewgenija Nikolajewna Klobukowa-Alissowa, (russisch Евгения Николаевна Алисова-Клобукова, Евгения Николаевна Клобукова-Алисова; * 12. Julijul. / 24. Juli 1889greg. in Jarsi-Jattschi, Ujesd Jelabuga; † 1962) war eine russisch-sowjetische Botanikerin.
Ihr botanisches Autorenkürzel lautet „Aliss.“.

## Leben
Alissowa-Klobukowa besuchte ab 1907 in St. Petersburg die dem Gymnasium entsprechenden und 1903 von der Baronesse Maria Alexandrowna Lochwizkaja-Skalon gegründeten Höheren Naturwissenschaft-Kurse für Frauen und studierte darauf 1912–1915 in den Höheren Bestuschew-Kursen für Frauen bei Wladimir Leontjewitsch Komarow. Sie arbeitete auch in den Bestuschew-Kursen und dann im Herbarium des Petrograder Botanischen Gartens, wo sie Auskünfte über die Flora Jakutiens gab.
1917 ging Alissowa-Klobukowa nach Fernost. In Nikolsk-Ussurijsk organisierte sie auf Initiative Komarows für die dortige Abteilung der Russischen Geographischen Gesellschaft (RGO) ein botanisches Kabinett zum Studium der Fernost-Flora (heute Komarow-Station Gorno-Tajoschnoje der Russischen Akademie der Wissenschaften bei Ussurijsk) und leitete es dann. Sie führte botanische Exkursionen in der Umgebung durch, an der Suifun und den Nebenflüssen, am Sutschan-Bergwerk und am Sutschan-Fluss, am Chankasee, an der Ilistaja und weiteren Flüssen. Auch erforschte sie die Umgebung Wladiwostoks und Russkis. Zusammen mit Komarow verfasste sie das zweibändige Bestimmungsbuch für die Pflanzen des Fernost-Gebiets, das 1931–1932 erschien. Dann war sie Vizedirektorin verschiedener Einrichtungen der Süd-Ussurijsk-Abteilung der RGO, so auch der Iwan-Wladimirowitsch-Mitschurin-Station und der Seidenbau-Station sowie von Bibliotheken und Herbarien.
1934 musste Alissowa-Klobukowa krankheitshalber Fernost verlassen. Sie ließ sich in Ufa nieder und arbeitete im Baschkirischen Bodenkunde-Botanik-Büro und im Ufaer Botanischen Garten. Sie führte immer wieder botanische Exkursionen durch und legte Herbarien der Flora Baschkiriens an.